# Indestructible (album Disturbed)
(Disturbed, Indestructible)
Indestructible è il quarto album in studio dei Disturbed, gruppo musicale alternative metal statunitense, pubblicato il 3 giugno 2008. Registrato ai Groovemaster Studios di Chicago, in Illinois, ed auto-prodotto, Indestructible è il primo album del gruppo realizzato senza Johnny K, il produttore dei tre album precedenti: The Sickness (2000), Believe (2002) e Ten Thousand Fists (2005).
Secondo la band, le tematiche dell'album sono significativamente più tetre dei loro precedenti lavori. Alcuni dei brani includono esperienze che il cantante David Draiman ebbe nel corso degli anni precedenti alla produzione dell'album, come cattive relazioni sentimentali, un incidente motociclistico in cui fu coinvolto ed il suicidio della sua ragazza quando aveva 16 anni. Nonostante questi argomenti, la title track, Indestructible, è dedicata e pensata per incoraggiare i militari in combattimento e sollevargli il morale. Due delle tracce, Perfect Insanity e Divide, erano state scritte in precedenza e dovevano essere inserite nel primo album, The Sickness.
Indestructible fu pubblicato in formato compact disc ed in due differenti edizioni digipak, limitata e speciale; l'album vendette oltre 253.000 copie la prima settimana e debuttò al primo posto della classifica Billboard 200, diventando il terzo album consecutivo della band a raggiungere tale traguardo. Accolto da recensioni contrastanti da diversi critici, ha ottenuto un punteggio del 57% sul sito di recensioni Metacritic, basato su sei recensioni. L'album venne certificato disco di platino dalla RIAA nell'aprile dell'anno successivo per aver venduto oltre 1.000.000 di copie negli Stati Uniti. Il singolo Inside the Fire venne nominato ai Grammy Award del 2009 nella categoria "miglior interpretazione hard rock".

## Registrazione e produzione
Dopo aver preso parte al tour in supporto all'album precedente, Ten Thousand Fists, la band prese una pausa. Durante questo periodo, il batterista Mike Wengren si sposò ed il chitarrista Dan Donegan ebbe una figlia, Maya. Dopo la pausa, il gruppo andò ai Groovemaster Studios di Chicago, in Illinois, ed iniziò a comporre alcuni brani. Indestructible è il primo album auto-prodotto dei Disturbed, ovvero registrato senza godere della collaborazione di Johnny K, produttore dei tre album precedenti. La band fu comunque in grado di occuparsi direttamente del disco, nonostante avesse realizzato insieme a Johnny K due album consecutivi che debuttarono al primo posto in classifica. Come ha motivato il cantante David Draiman, «Abbiamo imparato a produrre e ci piacerebbe provare [l'auto-produzione].».
Prima dell'inizio della scrittura dei testi, Donegan compose dei riff di chitarra; la band di conseguenza li ascoltò e scrisse, basandosi su di essi, il resto della musica. Come dichiarò lo stesso chitarrista, «Il processo di scrittura è [...] più o meno lo stesso sin dall'inizio [...] di questa band. Sono sempre stati i riff [a dare l'avvio al processo].». Wengren, il batterista, commentò: «Creiamo sempre riff e ritmi, ma non è finita fino a quando non torniamo a casa e riusciamo a chiarirci le idee, rilassandoci per un po' ed arrivare poi, specialmente Danny ed io, ad una soluzione; solamente sparando fuori riff e ritmi la musica comincia finalmente a prendere vita.». Il bassista John Moyer lasciò lo studio durante la fase di registrazione, dal momento che sua moglie era incinta. Donegan e Wengren gli inviarono i demo tramite email ed egli continuò a scrivere la parte del basso delle canzoni dal suo studio di casa. Nell'ottobre del 2007 sua moglie Kristen diede alla luce il loro secondo figlio, Logan. Riguardo all'elettronica dell'album, Donegan disse: «Quando le basi della chitarra, del basso e della batteria vennero stabilite, in un primo momento non avevo visto che c'era un sacco di spazio per l'elettronica e, quando le canzoni iniziarono a svilupparsi, volevo provare e giocare con alcuni effetti elettronici.».
Quando la composizione strumentale fu completata, Draiman iniziò a scrivere versi melodici per ogni canzone. Egli commentò: «Sono un grande sostenitore dell'atmosfera musicale e della sua sensazione; il modo in cui ti fa sentire la musica di una canzone dovrebbe far capire di cosa tratterà e così, se vuoi dire qualcosa che abbia un senso, ma la musica non lo sorregge, che senso ha?». La prima canzone completa in termini musicali fu The Night; Draiman ne terminò il testo in tre giorni. Questa traccia tentò più volte il cantante di chiamare l'album The Night; «La strumentazione era così fredda e oscura che mi ci sono immediatamente piombato dentro.». Quando vennero realizzate le prime canzoni, la band le spedì alla loro etichetta discografica, la Reprise Records, ed aspettarono la loro approvazione per continuare a scriverne altre. Dopo aver ricevuto il consenso, scrissero il resto dei brani.
Wengren commentò, «Pensammo sarebbe stato bello, specialmente per i fan, se avessimo inserito una o due canzoni che vennero scritte nel periodo di The Sickness. Danny portò dei vecchi nastri demo, parlo di dodici anni fa, quando furono scritte Down with the Sickness e Stupify.». Perfect Insanity e Divide entrarono quindi nella lista tracce di Indestructible. Il gruppo inoltre incise una versione della canzone Midlife Crisis dei Faith No More. Draiman commentò, «Abbiamo preso la canzone, rinnovandola e modernizzandola secondo il nostro livello attuale, e la canzone fa paura.». Il brano, tuttavia, non venne poi inserito nella lista definitiva delle tracce, ma pubblicato su Covered, A Revolution in Sound
.

### Scelta del nome
Stando a Wengren, la scelta del nome dell'album necessitò di maggior tempo rispetto alle altre incisioni dei Disturbed; la band, originariamente, voleva intitolarlo The Night, perché la canzone omonima fu la prima ad essere completata e delineò la direzione musicale che il gruppo intendeva intraprendere per l'album. Il disco aveva una canzone il cui titolo provvisorio era Defend, ma fu in seguito rinominata in Indestructible. Come spiegato da Donegan, quando venne cambiato il nome, la band sentì che il titolo aveva «un impatto maggiore». Draiman disse che l'album fu chiamato Indestructible perché il titolo «sta a simbolizzare il fatto che siamo ancora fottutamente qui, che non siamo stati distrutti, che siamo resistiti alla prova del tempo.».
Per quanto riguarda la scelta del titolo, Moyer commentò: «Di solito c'è qualche nome o frase che in qualche modo riassume ciò di cui tratterà l'album. [...] La sensazione è che è un disco aggressivo, un disco che spacca il culo.». Donegan, commentando il significato del titolo, dichiarò, «Noi sentiamo di essere diventati indistruttibili per essere sopravvissuti così tanto tempo in questo settore ed aver continuato ad avere successo.». Draiman concluse, «Ne abbiamo passate tante. Non importa cosa ci viene gettato addosso, come band, non importa cosa succede nell'ambiente musicale, noi siamo ancora qui, siamo ancora vitali, ed ancora in piedi.».

## Stile musicale e temi dei testi

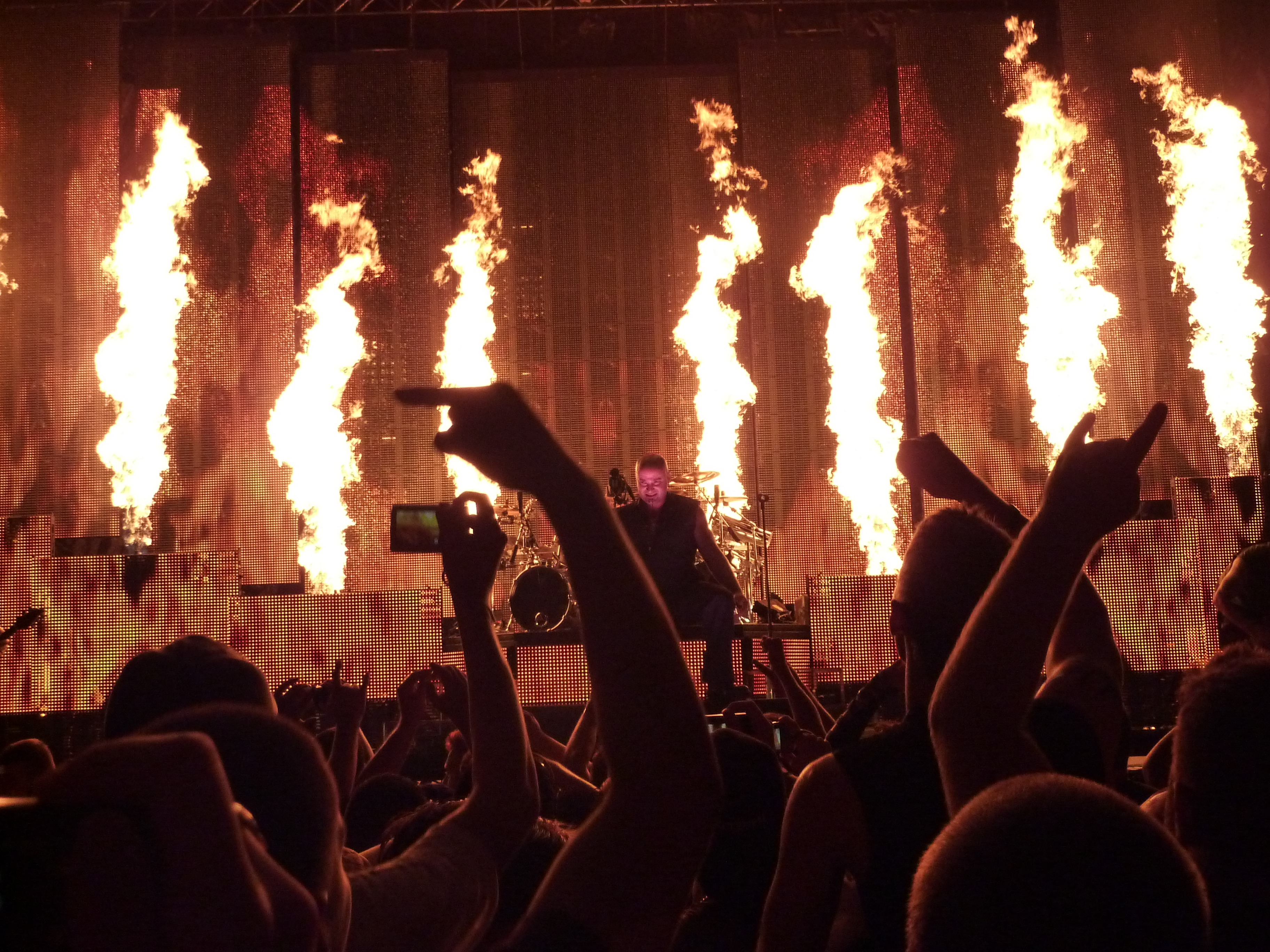
Inside the Fire suonata dal vivo nel 2010

La voce del gruppo, David Draiman, dichiarò che i testi dell'album furono ispirati da vari avvenimenti accadutigli nel corso degli anni precedenti; «Ho avuto un incidente in moto ed il mio garage è bruciato con dentro molti dei miei veicoli.», commentò Draiman. «Ho avuto delle brutte relazioni da cui sono entrato ed uscito, che mi hanno lasciato un marchio.». La canzone Indestructible è un «inno per i soldati», disse, «ed è stata pensata per essere qualcosa che li facesse sentire invincibili, che distruggesse le loro paure, facendoli sentire forti, ed è questo ciò che fa l'intero lavoro. È musica che ti aiuta a rafforzarti.», concluse. Altri brani riguardano «relazioni veramente brutte», come Deceiver e Inside the Fire; quest'ultima in particolare descrive Draiman in piedi, di fronte al corpo della fidanzata appena suicidatasi, mentre il Diavolo gli sussurra all'orecchio di fare lo stesso, in modo da poter tornare di nuovo con lei. The Night vuole «semplicemente ritrarre la notte quasi come un'entità vivente che ti rende libero.». Il senso di Perfect Insanity invece è quello di «giocare con l'idea della follia, venendo da te dal punto di vista dell'individuo che è [pazzo] e mettendo in allarme le persone intorno a lui [...] con le sue tendenze psicotiche.». La canzone Divide «si oppone all'idea "Oh, siamo un unico gruppo, siamo tutti uniti!". Chi se ne frega, sii te stesso, sii individuale, distinguiti, lascia il tuo segno, lascia un impatto.». Commentando Façade, Draiman disse che è «una canzone vista dalla prospettiva di una ragazza in una relazione nella quale lei sta... lei sta pensando di ucciderlo, come si legge sulle notizie di cronaca.».
Per rendere compatibili i testi che aveva in mente con la musica, Draiman disse alla band, «datemi la vostra più oscura, sporca e aggressiva merda ritmica tribale che potete gettarmi addosso.». Prima della pubblicazione dell'album, il chitarrista Dan Donegan supportò quest'idea, affermando «musicalmente, ha molte più palle di quanto abbiamo scritto finora. [...] Stiamo cercando di avere una buona combinazione degli elementi dei tre precedenti dischi per cercare di evolverlo in qualcosa di fresco e nuovo anche per noi stessi.». Dan Marsicano di 411mania.com commentò Perfect Insanity dicendo di avere «un breve ma dolce assolo, con una batteria con doppia cassa ed un veloce riff perforante.». Stessa critica per Divide, dicendo che «segue lo stesso modello [di Perfect Insanity], con un suono di chitarra aggressivo seguito dalla voce di Draiman, la quale è un mix delle solite melodie con dei sorprendenti growl qua e là.». Inoltre, secondo Marsicano, Inside the Fire ha «un assolo memorabile ed un tema tetro che lo circonda.» e The Night è una «traccia dal sound epico, con uno dei migliori assoli che Donegan abbia mai composto ed un coro orecchiabile.». Chris Akin di Metaleater presentò l'album dicendo che è pieno di hook e che il chitarrista Donegan ha un «maggior approccio anni '80» a causa dei suoi assoli. Per Christian Hoard di Rolling Stone l'album contiene «una struttura di chitarra meticolosamente costruita, versi seghettati e ritornelli catartici.».

## Promozione
La campagna promozionale per Indestructible iniziò alla fine del 2007, attuando la strategia della pubblicazione gratuita di contenuti digitali e materiale pubblicitario per i fan. La promozione cominciò con la distribuzione di adesivi ai concerti. L'etichetta dei Disturbed, la Reprise Records, in collaborazione con i rivenditori della Hot Topic, azienda venditrice di CD oltre che di vestiti ed accessori di gruppi musicali, fece inserire un CD dimostrativo di Indestructible in ogni articolo della band ed infine, nel 2008, mise in commercio un vinile da 7 pollici in edizione limitata contenente due canzoni, Indestructible e Inside the Fire. Nel febbraio del 2008 un campione audio di anteprima venne postato sul profilo MySpace del gruppo per promuovere l'album. Il campione, titolato Perfect Insanity, non era altro che la nuova versione di una canzone scritta precedentemente alla pubblicazione di The Sickness che non era mai stata pubblicata sino a quel momento su un album, ma solamente, nella vecchia versione, nel DVD M.O.L. (2002). La traccia completa, successivamente, fu resa disponibile al download gratuito tramite il sito web dei Disturbed, sempre per scopi promozionali.

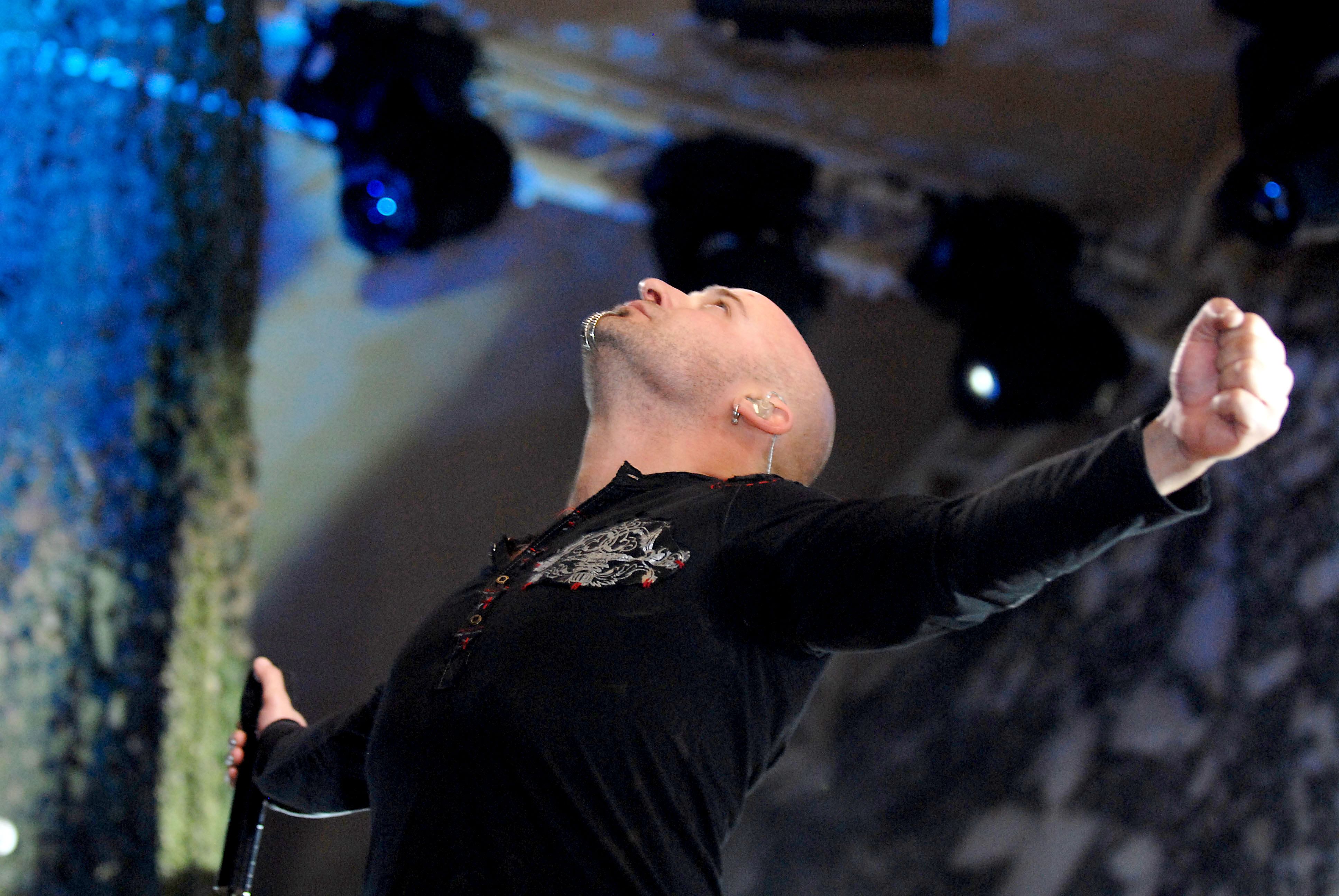
David Draiman in concerto in Kuwait per l'evento Operation MySpace

Nel marzo del 2008, per l'evento Operation MySpace, i Disturbed si esibirono in un concerto in Kuwait per le truppe statunitensi in servizio in quella regione. Il concerto fu anche trasmesso in diretta su MySpace e venne guardato da più di tre milioni di persone. Sempre a marzo, un altro campione d'esempio, Inside the Fire, apparì sul profilo MySpace del festival Rock on the Rage. Venne poi fatto sapere che la traccia sarebbe stata la prima ad essere pubblicata come singolo e che sarebbe stato girato un video musicale per essa diretto da Nathan Cox. Il 24 marzo Inside the Fire debuttò su oltre sessanta stazioni radio negli Stati Uniti. Venne pubblicata e resa disponibile al download il giorno successivo in formato digitale. Il 2 maggio il video musicale per il brano venne pubblicato sul sito della band.
Nell'aprile del 2008, sempre tramite il sito ufficiale, fu possibile preordinare una versione limitata in formato digipak di Indestructible. Quest'edizione speciale conteneva, oltre che all'album, una traccia bonus chiamata Run, un DVD contenente un documentario sulla creazione dello stesso album e dei video didattici (chiamati Indestructionals) su come suonare alcune canzoni, un poster avvolgibile, una targhetta VIP che garantiva l'accesso a speciali eventi del gruppo durante il 2009 ed infine un codice che consentiva l'accesso alla sezione del sito dedicata a Inside the Fire. Un'altra edizione speciale preordinabile era disponibile attraverso l'iTunes Store ed includeva tre tracce bonus registrate dal vivo, oltre che l'intero album. Infine, un'altra versione preordinabile dell'album consentiva, a chi l'avesse preordinato tramite i rivenditori della catena di prodotti elettronici Best Buy, di scaricare gratuitamente due canzoni per il videogioco Rock Band, ovvero Indestructible e Inside the Fire.
Il 20 agosto, sul sito dei Disturbed, venne pubblicato un video musicale diretto da Noble Jomes per il terzo singolo estratto, nonché title track, Indestructible. Il singolo venne pubblicato in formato digitale il 29 settembre 2008 ed il video venne incluso nell'EP Live & Indestructible, uscito il giorno seguente, assieme a tre canzoni eseguite al concerto in diretta su Internet al Deep Rock Drive. Jones inoltre diresse, nel gennaio del 2009, il video musicale per il quarto singolo, The Night, il quale venne pubblicato nel marzo successivo.

## Pubblicazione
| Fonte         | Giudizio |
| ------------- | -------- |
| Metacritic    | 57%      |
| About.com     | [ 36 ]   |
| AllMusic      | [ 1 ]    |
| IGN           | [ 37 ]   |
| PopMatters    | [ 38 ]   |
| Rolling Stone | [ 22 ]   |
| Sputnikmusic  | [ 39 ]   |

### Accoglienza
Sul sito di recensioni Metacritic, Indestructible ha ricevuto un 57 su 100, basato su sei critiche. «Essendo il primo lavoro auto-prodotto dalla band, i Disturbed avevano l'opportunità di creare liberamente la propria musica, senza interferenze esterne», sostenne Dan Marsicano di 411mania.com, dicendo inoltre che «l'auto-produzione ha portato tuttavia ad una mancanza di orientamento che, alla fine, ha peggiorato l'album, anziché migliorarlo.». Il lavoro del chitarrista Dan Donegan fu lodato e Chad Bowar, di About.com, fece notare che molte delle canzoni sono guidate dalla chitarra. Anche Chris Akin di Metaleater lodò Donegan, dicendo: «Se c'è una crescita nella band, è la chitarra. Dan Donegan usa maggiormente un approccio anni '80 rispetto ai precedenti lavori.». AllMusic elogiò, con James Monger, Indestructible, indicando che piuttosto di prendere elementi melodici da band come Pantera, come successe per i precedenti album del gruppo, questo lavoro è molto più simile alle sonorità di band come Metallica o AC/DC
. Metalitalia ha dato all'album un 8 su 10.
Indestructible, comunque, ricevette delle critiche negative. Per Jim Kaz di IGN, il cantante David Draiman «ha una voce eccessivamente forzata». Kaz, inoltre, trova che «le melodie sono tutte molto simili nello stile e nella struttura. [...] In sostanza, c'è ben poco che si distingue.», continuando poi dicendo che l'album sembra «obsoleto». Secondo Andrew Blackie di PopMatters, nonostante abbia delle consistenti fondamenta musicali, Indestructible manca di significato: «Hanno finito col suonare in modo un po' dispersivo.».

### Vendite ed impatto
| Contiene                           | Standard | Speciale | Limitata |
| ---------------------------------- | -------- | -------- | -------- |
| Compact disc e booklet             | Sì       | Sì       | Sì       |
| DVD Making of Indestructible       | No       | Sì       | Sì       |
| Codice d'accesso a Inside the Fire | No       | Sì       | Sì       |
| Targhetta VIP                      | No       | No       | Sì       |
| Traccia extra Run                  | No       | No       | Sì       |

Indestructible vendette oltre 253.000 copie la settimana in cui venne pubblicato, diventando così il loro terzo album consecutivo a debuttare alla posizione numero 1 della Billboard 200, traguardo raggiunto solo da altre sei band; rimase in cima alla classifica per cinque settimane, arrivando poi alla numero uno anche in Canada, Australia e Nuova Zelanda. Indestructible venne certificato disco d'oro dalla RIAA il 17 luglio 2008 per aver venduto 500.000 copie negli Stati Uniti e disco di platino l'8 aprile 2009 per aver raggiunto il milione di vendite. L'album ha inoltre venduto un altro milione di copie nel resto del mondo. Il singolo Inside the Fire venne notevolmente trasmesso alla radio; restò alla numero uno nella classifica Active Rock di Mediabase per 14 settimane, segnando così il record di maggior permanenza alla prima posizione in quella classifica. Il singolo venne anche nominato ai Grammy Award 2009 nella categoria "miglior interpretazione hard rock". Anche la title track, Indestructible, raggiunse la prima posizione nella stessa classifica, diventando la seconda canzone dei Disturbed ad essere stata alla numero uno in quella classifica nel 2008.

## Tracce
Testi di David Draiman, Dan Donegan e Mike Wengren, musiche di David Draiman, Dan Donegan, Mike Wengren e John Moyer.
1. Indestructible – 4:38
2. Inside the Fire – 3:52
3. Deceiver – 3:49
4. The Night – 4:46
5. Perfect Insanity – 3:57
6. Haunted – 4:42
7. Enough – 4:20
8. The Curse – 3:25
9. Torn – 4:09
10. Criminal – 4:16
11. Divide – 3:36
12. Façade – 3:45

Durata totale: 49:15
Edizione limitata
1. Run – 3:13

Durata totale: 52:28
Edizione giapponese
1. Parasite – 3:23

Durata totale: 52:46

## Classifiche
| Anno | Nazione       | Classifica                   | Posizione |
| ---- | ------------- | ---------------------------- | --------- |
| 2008 | Australia     | ARIA Charts                  | 1         |
| 2008 | Austria       | Ö3 Austria Top 40            | 8         |
| 2008 | Belgio        | Ultratop                     | 49        |
| 2008 | Canada        | Billboard Canadian Albums    | 1         |
| 2008 | Danimarca     | Tracklisten                  | 22        |
| 2008 | Paesi Bassi   | MegaCharts                   | 2         |
| 2008 | Finlandia     | Finnish Albums Chart         | 1         |
| 2008 | Germania      | Media Control Charts         | 11        |
| 2008 | Irlanda       | Irish Albums Chart           | 43        |
| 2008 | Nuova Zelanda | New Zealand Top Albums Chart | 1         |
| 2008 | Svezia        | Sverigetopplistan            | 3         |
| 2008 | Svizzera      | Swiss Music Charts           | 15        |
| 2008 | Regno Unito   | Official Albums Chart        | 20        |
| 2008 | Stati Uniti   | Billboard 200                | 1         |
| 2008 | Stati Uniti   | Top Internet Albums          | 1         |
| 2008 | Stati Uniti   | Rock Albums                  | 1         |
| 2008 | Stati Uniti   | Digital Albums               | 1         |
| 2008 | Stati Uniti   | Alternative Albums           | 1         |
| 2008 | Stati Uniti   | Hard Rock Albums             | 1         |
| 2008 | Stati Uniti   | Tastemaker Albums            | 1         |
| 2010 | Stati Uniti   | Catalog Albums               | 26        |

## Certificazioni
| Nazione        | Ente certificante | Vendite   | Certificazione |
| -------------- | ----------------- | --------- | -------------- |
| Australia      | ARIA              | 35.000    | oro            |
| Australia      | ARIA              | 70.000    | platino        |
| Canada         | CRIA              | 40.000    | oro            |
| Canada         | CRIA              | 80.000    | platino        |
| Finlandia      | IFPI              | 10.794    | oro            |
| Nuova Zelanda  | RIANZ             | 7.500     | oro            |
| Nuova Zelanda  | RIANZ             | 15.000    | platino        |
| Regno Unito    | BPI               | 60.000    | argento        |
| Stati Uniti    | RIAA              | 500.000   | oro            |
| Stati Uniti    | RIAA              | 1.000.000 | platino        |
| Totale vendite | Totale vendite    | 1.235.794 | 1.235.794      |

## Formazione
Disturbed
- David Draiman – voce, voce secondaria, co-produttore
- Dan Donegan – chitarra elettrica, elettronica, produttore
- John Moyer – basso elettrico, voce secondaria
- Mike Wengren – batteria, percussioni, co-produttore

Produzione
- Neal Avron – missaggio
- Nick Fournier – missaggio
- Tadpole - ingegnere
- Ted Jenson – mastering
- Jeff Aldrich – A&R
- David Finch – artwork
- Matt Taylor – art director
- Joey Lawrence – fotografia

- Rafa Alcantara – direttore ed editore del DVD
- Adam Cook – produttore DVD
- Dan Fusselman – assistente di produzione
- David May – post produttore del DVD
- Raena Winscott – produttore associato del DVD
- JT Smith – editore DVD
- Jim Atkins – DVD authoring
- Justin Wilks – assistente
- Daryl Eaton – prenotazione
- Rick Rosking – prenotazione
- Emma Banks – prenotazione[32]

## Edizioni
- 2008 – CD, Reprise Records 411132-2, Stati Uniti
- 2008 – LP (doppio), Reprise Records 411132-1, Stati Uniti
- 2008 – CD, Reprise Records 2-411132, Canada
- 2008 – CD, Reprise Records 9362-49887-9, Europa
- 2008 – CD, Warner Music Japan WPCR-12886, Giappone
- 2008 – CD, Reprise Records 9362498209, Australia, CD + DVD
- 2008 – CD, Reprise Records 439228-2, Stati Uniti, edizione limitata: CD + DVD
- 2008 – CD, Reprise Records 439484-2, Stati Uniti, edizione limitata: digipack formato A5 + CD + DVD
- 2008 – CD, Reprise Records 9362-49820-9, Germania, edizione speciale: CD + DVD